# سوافومير نواك
سوافومير نواك (بالبولندية: Sławomir Ryszard Nowak)‏ هو سياسي بولندي، ولد في 11 ديسمبر 1974 في غدانسك في بولندا. حزبياً، نشط في المؤتمر الليبرالي الديمقراطي ‏. وقد انتخب عضو سيم ‏.